# Печера Тора
Печера Тора (також відома як «Житло Тора, Печера Тирсіса») — карстова печера природного походження в долині річки Маніфольд на скелястій вершині Білий Пік, графство Стаффордшир, Англія. Розташована у крутій вапняковій скелі, височівши на 80 м над долиною. Має два входи. Головний вхід до печери — симетрична арка 7,5 м шириною і 10 м заввишки, добре видна знизу з долини.

## Етимологія
Походження назви неясне, можливе від слова «тор» — «скеляста вершина». Є припущення про зв'язок назви з норвезьким богом Тором, але цій гіпотезі бракує доказів.

## Дослідження
У 1864—1865 і в 1927—1935 рр. в печері Тора і в суміжній печері тріщинах проводилися розкопки, в результаті яких було знайдено рештки людини і тварин, кам'яні знаряддя, глиняний посуд, бурштинові намиста, вироби з бронзи. За оцінками у печерах було поховано щонайменше сім чоловік. Знахідки припускають, що печера була населена від кінця палеоліту, з інтенсивнішим використанням в епоху залізної доби і римського періоду.

## Використання
Печера Тора служила залізничною станцією вузькоколійної залізниці, що функціонувала у долині Маніфольд з 1904 по 1934 рр.; нині лінію покинуто.
До печери легко діститатися і це місце дуже популярно серед туристів, надаючи прекрасний вид на долину Маніфольд. Також, з початку 1950-х років, уподобана скелелазами такими як Джо Браун і інші. У BMC перераховані 11 маршрутів для скелелазіння, починаючи від надзвичайно важких до дуже легких.
У 1988 році печеру використали для зйомок сцен у фільмі «Лігво білого черв'яка». У 1993 році тут проходили зйомки ролика групи The Verve до їх пісні «Blue». Вид з печери також був зображений на обкладинці їх дебютного альбому «A Storm in Heaven».